# كمثريات
الكمثريات (بالإنجليزية: Piroplasms)‏ من رتبة الكمثراويات (بالإنجليزية: Piroplasmida)‏ هي الأوليات متطفلة من شعبة معقدات القمة.
تتكاثر بالانقسام الثنائي لكون البوائغ تمتلك طورين جنسي ولاجنسي. يحدث التكاثر الجنسي في القناة الهضمية للقراد
تشمل مجموعة القراد المتطفلة البابسيا والتيلرية.